# Route nationale 839
Die Route nationale 839, kurz RN 839 oder N 839, war von 1933 bis 1973 eine französische Nationalstraße, die zwischen Angerville und Verneuil-sur-Avre verlief. Die Länge betrug 100 Kilometer.